# بابوا الغربية
مقاطعة بابوا الغربية، (بالإندونيسية: Papua Barat)‏، هي إحدى مقاطعات إندونيسيا وتقع في أقصى غرب غينيا الجديدة، والتي تغطي كامل شبه الجزيرة Vogelkop ("رأس الطائر") والجزر المحيطة بها. كانت هذه المقاطعة تسمى بإيريان جايا الغربية، في مقاطعة بابوا، إيريان جايا سابقا، في شباط / فبراير 2003. هذا التقسيم المثير للجدل قام من طرف حركة الاستقلالية بابوا مرديكا ("منظمة بابوا الحرة) أو OPM. من جزيرة غينيا الجديدة تحت السيادة الأندونيسية يعرف الغرب غينيا الجديدة.
المقاطعة غيرت اسمها في شباط / فبراير 2007. في جلسة عامة للجمعية المؤقتة لإضفاء الشرعية عليها.
عاصمتها مانوكواري مساحتها 115364 كم² بلغ عدد سكانها 800000 نسمة في عام 2004
يعيش في أحد مقاطعاتها أقصر أناس في العالم ويسمون قبيلة كيميال Kimyal. يسكنون منطقة بالقرب من مدينة «وامينا» Wamena .

## جزر المقاطعة
وتتكون من 610 جزر، منها 35 جزيرة فقط مأهولة بالسكان.
- جزر آسيا
- جزر أيو
  - جزيرة أيو (بولاو أيو)
  - جزيرة ريني (بولاو أيو)
- جزر راجا أمبات
  - جزيرة باتانتا
  - جزيرة ميسول
  - جزيرة وايجيو
  - جزيرة كوفياو
  - جزيرة سالاواتي
    - جزيرة غام
    - جزيرة كاوه

  - إضافة إلى جزر أصغر وتشمل: جزر فام وجزر بو
- جزيرة كاراس
- جزيرة سيماي

## معيشة قبيلة الكيميال
تقطن قبيلة الكيميال في منطقة منعزلة قريبة من مدينة «وامينا»، وهم يعيشون حياة بدائية وعثر عليهم أخيرا من قبل الأوروبيين. هؤلاء الأقزام الذين يعيشون في عزلة يبلغ طول الرجال منهم نحو 140 سنتيمتر بينما يبلغ طول النساء نحو 130 سم. يعيشون في أكواخ لا يزيد ارتفاعها عن 150 سم، ويحتضنون حيوان الخنزير فيها مع أبنائهم. النطة التي يعيشون فيه منطقة غابات كثيفة، كما يزرعون البطاطا التي تمثل غذاءهم الرئيسي. وأحيانا يقوم الأطفال بصيد الحشرات واليرقات ويأكلونها بعد تشوحها على النار. أما الكبار فأحيانا يصطادون السمك.
لا يأكلون اللحم إلّا في «عيد الخنزير» حيث يتزينون بالريش ويرقصون، ثم يقوم أحسن الرماة منهم برشق الخنزير بسهم واحد في الصميم. تلف قطع لحمه في أوراق الشجر وتدخل في فرن في الأرض، ويفرقونها على الكبير والصغير.
عند مقابلتهم الغرباء فهم لا يتكلمون فلا أحد يفهمهم، ولكن يبدؤون الإتصال بالتلامس الحذر حتى يطمئنوا من الغرباء.
ومن العجيب أن زائرين من الأوروبيين رأوا امرأة من بينهم مقطوع طرف أحد أصابعها. وبسؤالها اتضح أن زوجها قد مات ويتبع ذلك أن يقطعوا طرف أحد أصابعها ليضعوه مع جثة في القبر زوجها كتذكار منها. كانت الأمانيا قطع لامرأة تضحك وهي تحكي قصتها وما جرى لها. تلك هي عاداتهم عند وفاة أحد الأقرباء. فإذا تعددت وفيات الأقارب فقد تفقد المرأة منهم عدة أصابع، إلّا الإبهام فلا يمسه أحد بسوء.